# (8193) Ciaurro
(8193) Ciaurro  es un asteroide perteneciente al cinturón de asteroides, descubierto el 17 de septiembre de 1993  desde el Observatorio Astronómico de Santa Lucia di Stroncone, en Italia.

## Designación y nombre
Designado inicialmente como 1993 SF. Fue nombrado en honor de Ilario Ciaurro (1889-1992), profesor de arte y ceramista, pero más famoso como pintor. Su tema favorito era Terni, su ciudad adoptiva, y le encantaba usar grabados, poemas e historias para explorar sus aspectos más íntimos.

## Características orbitales
(8193) Ciaurro orbita a una distancia media del Sol de 2,261 ua, pudiendo acercarse hasta 2,011 ua y alejarse hasta 2,512 ua. Tiene una excentricidad de 0,111 y una inclinación orbital de 4,486 grados. Emplea en completar una órbita alrededor del Sol 1241,99 días.

## Características físicas
Su magnitud absoluta es 16,06.